# Joachim Friedrich von Stutterheim

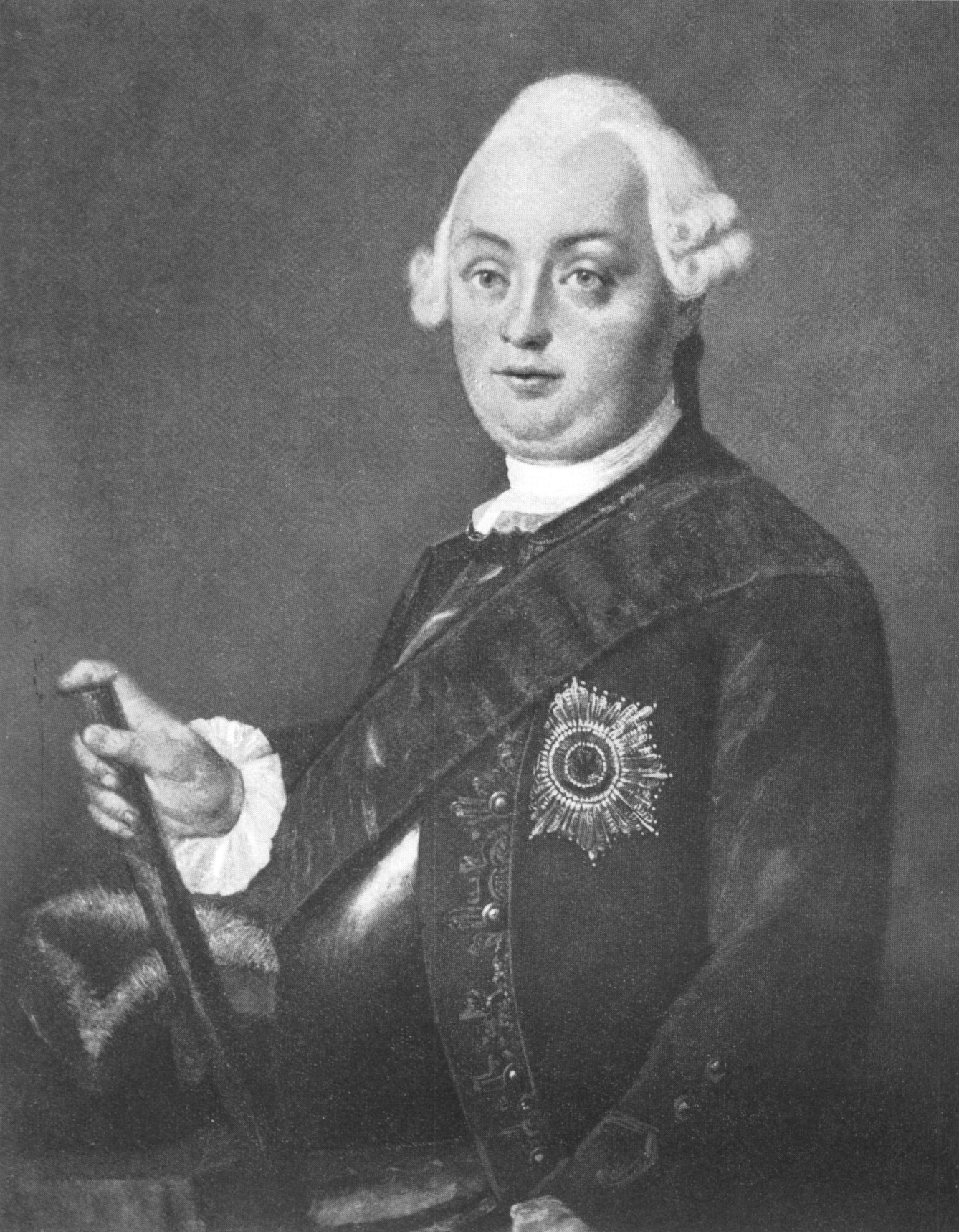
Joachim Friedrich von Stutterheim

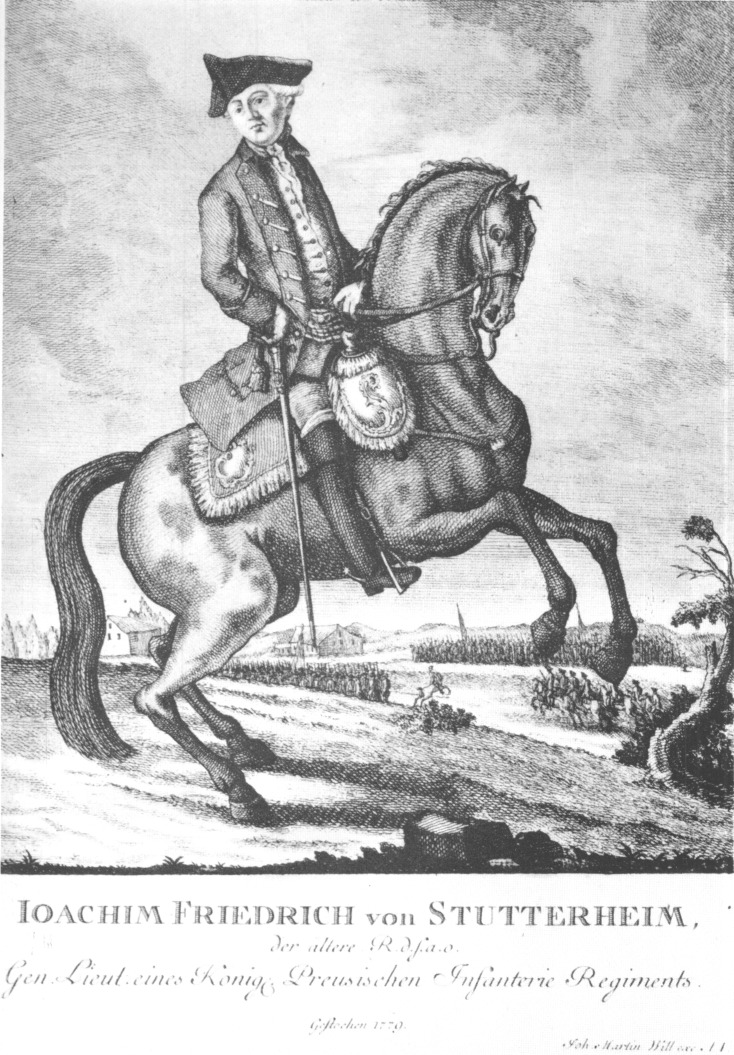
Joachim Friedrich von Stutterheim

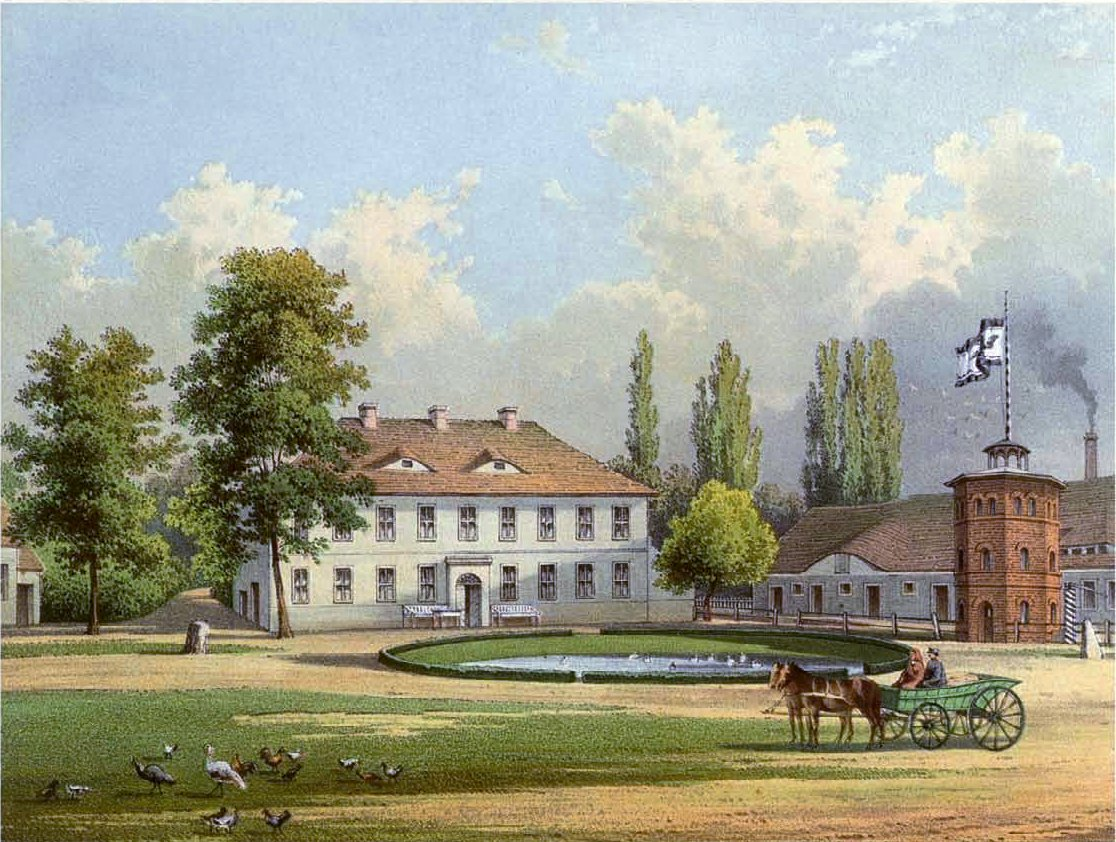
Rittergut Sellendorf, um 1871/73, Sammlung von Alexander Duncker

Joachim Friedrich von Stutterheim („Alt-Stutterheim“), (* 2. November 1715 in Sellendorf, Niederlausitz; † 26. August 1783 in Königsberg in Preußen) war ein königlich preußischer Generalleutnant.

## Herkunft
Seine Eltern waren Joachim Friedrich von Stutterheim (1683–1745) und Johanne Eleonore von Hacke (1687–1737). Sein Vater war königlich polnischer und kursächsischer Capitänlieutenant und Gutsbesitzer. Sein Bruder Otto Ludwig (1718–1780) wurde ebenfalls preußischer Generalleutnant.

## Leben
Durch eine zufällige Begegnung mit König Friedrich Wilhelm I. von Preußen, dem er gefiel, wurde er mit Einverständnis seines Vaters 1729 in das Berliner Kadettenkorps aufgenommen. Aus diesem trat er 1732 als Fahnenjunker in das „Regiment Kröcher zu Fuß“ (1806: No. 18) ein. Dort wurde er 1735 Fähnrich und 1739 Sekondeleutnant.
Als solcher zog er in den 1. schlesischen Krieg und tat sich schon vor der Schlacht bei Mollwitz bei einem Kommando so hervor, dass der König ihm den Orden Pour le Mérite verlieh und ihm eine Domherrnstelle zu Cammin und eine Kompanie beim „Regiment La Motte zur Fuß“ (1806: No. 17) gab. Stutterheim focht dann in den Kämpfen bei Chotusitz, Hohenfriedberg und Soor. Bei Soor wurde er verwundet.
Im Jahr 1747 zum Major befördert, tat er sich bei Lobositz von neuem so hervor, dass ihm der König eine außerordentliche Pension von jährlich 500 Talern verlieh. Im Mai 1757 erhielt er als Oberstleutnant das Kommando des Regiments, focht in diesem Jahre, in welchem er auch Oberst wurde, bei Prag, Kolín und Breslau, im nächsten bei Hochkirch. Am 1. Januar 1759 wurde er zum Generalmajor befördert und erhielt ein eigenes Infanterieregiment, das ehemalige „Regiment Kannacher zu Fuß“ (1806: No. 30).
Er kam jetzt zur Armee des Prinzen Heinrich; am 13. September 1759 meldete dieser von Görlitz aus, dass Stutterheim zu Friedland ein feindliches Magazin verbrannt und 700 Gefangene gemacht habe.
1760 nahm er an den Schlachten bei Liegnitz und von Torgau teil. Bei Torgau wurde er schwer verwundet. 1761 befand er sich wieder bei der Armee des Prinzen Heinrich, welcher ihn mit 1.600 Mann entsandte, um die Mark gegen einen Einfall der Schweden zu schützen. Auch den letzten Feldzug, 1762, machte er unter Prinz Heinrich mit; bei der am 29. Oktober gelieferten Schlacht bei Freiberg, befehligte er den linken Flügel der angreifenden Linie. Als Dank für seinen Anteil am Sieg erhielt er ein Kanonikat am St. Nicolaistift zu Magdeburg.
Als der Friede geschlossen war, sandte der König Stutterheim als Inspekteur der ostpreußischen Infanterie nach Königsberg. 1768 erhielt er, nachdem er am 24. August 1767 Generalleutnant geworden war, den Schwarzen Adlerorden und ein anderes Regiment, das ehemalige „Regiment Kanitz zu Fuß“ (1806: No. 2). Außerdem wurde er zum Gouverneur von Königsberg, Pillau und Memel ernannt.
Im Bayerischen Erbfolgekrieg stand er bei der Armee des Königs an der Spitze eines abgesonderten Corps in Oberschlesien, am 16. August 1778 nahm er Troppau ein.
Der Große König schrieb „Alt-Stutterheim“ kurz vor seinem Tod:

„Ihr könnt versichert seyn daß Euer Schicksal keinen bessern Händen als den meinigen anvertraut sein kann, Eure Dienste bleiben meinem Herzen unvergeßlich.“

## Denkmal
Stutterheims Name ist am Denkmal Friedrichs des Großen Unter den Linden in Berlin angebracht.

## Familie
Er war mit Sophie Therese von Lettow (* 1719 oder 1720; † 6. September 1807 in Stettenbruch) verheiratet. Zu seinen Kindern zählen:
- Ludwig August (1751–1826), preußischer General ⚭ Luise Charlotte Albertine Juliane von Ingersleben (1765–1869)
- Otto Georg (* 1752; † 1. Oktober 1817) ⚭ Wilhelmine Friederike von Anhalt (* 16. Dezember 1770; † 31. Dezember 1802, Pisa, Italien) (Geschieden 1797, sie war die Tochter von Heinrich Wilhelm von Anhalt)